# Тупољев АНТ-13
Тупољев АНТ-13/И-8 или (Tupoljev ANT-13/I-8) (рус. Туполев И-8) је совјетски ловац пресретач. Први лет авиона је извршен 1930. године.

## Пројектовање и развој
Пројектовање авиона Тупољев АНТ-13/И-8 је почело 1929. године у оквиру ЦАГИ института одељење АГОС за пројектовање хидроавиона који је као главни пројектант водио П. О. Сухој на предлог инжењера В. М. Родинова. Авион је пројектован као ловац а на основу следећих тактичко техничких захтева:

- максимална брзина на висини од 5.000 m - 310 km/h,
- време пењања на висину од 5.000 m за 6 до 7 минута,
- плафон лета 8.500 m,
- дужина полетно слетне стазе 450 до 500 m,
- посада од 1 члана.

Пројектовање и израда прототипа је завршена новембра месеца 1930. године а први пробни лет је обавио пробни пилот М. М. Громов 12. децембра 1930. године. Резултати првих испитивања су показали следеће резултате: максимална брзина при земљи је била 281km/h, максимална брзина на висини од 5.000  је била - 250 km/h, постигнути плафон лета 6.700 m, а време потребно за пењања на висину од 5.000  је било 13,1 минут. Незадовољавајући резултати су поправљени уградњом компресора тако да је авион после тога остварио следеће резултате: максимална брзина при земљи је била 313km/h, максимална брзина на висини од 5.000  је била - 303 km/h, постигнути плафон лета 9.000 m, а време потребно за пењања на висину од 5.000  је било 8,2 минута. Интересантан детаљ везан за овај авион је, када су обустављени радови на овом пројекту, пројект је завршен добровољним радом његових пројектаната.

### Технички опис
Авион Тупољев АНТ-13/И-8 је једномоторни једноседи двокрилац металне конструкције, Покретао га је линијски 12-то цилиндрични течношћу хлађени мотор Curtiss V-1570 Conqueror снаге 441kW, постављен у кљун авиона. Мотор је био опремљен двокраком дрвеном елисом фиксног корака. Пилот је седео у отвореном кокпиту који се налазио иза крила авиона. Труп авиона је облог попречног пресека који се сужавао идући ка репу авиона. Крила су била готово правоугаоног облика са равним крајева. Нападна ивица крила је била равна. Доње крило је боло нешто мањих димензија од горњег, такође правоугаоног облика. Доња и горња крила су била повезана косим металним упорницама у облику ћириличног слова И. Облога крила авиона је била од платна а труп је био обложен са равним алуминијумским лимом. Конструкција структуре трупа и крила је била изведена комбинацијом челика високе чврстоће (нерђајућих челика) и дуралуминијума. Стајни трап је фиксан (неувлачећи) са еластичном осовином на којој су се налазили гумени точкови са Ал-фелнама на вертикалним носачима су се налазили амортизери, испод репног дела авиона је била постављена дрљача, као трећа ослона тачка авиона.

## Наоружање
| Наоружање авиона: Тупољев АНТ-13/И-8 |        |
| Ватрено (стрељачко) наоружање        |        |
| Топ                                  |        |
| Митраљез                             |        |
| Број и ознака митраљеза              | 2 ПВ-1 |
| Калибар                              | 7,62   |
| Бомбардерско наоружање (бомбе)       |        |
| Ракетно наоружање (ракете)           |        |

## Оперативно коришћење
Авион Тупољев АНТ-13/И-8 није оперативно коришћен зато што није склопљен споразун о производњи мотора Кертис а алтернативе није било.

## Земље које су користиле овај авион
- СССР